# Tetramorium kisilkumense
Tetramorium kisilkumense är en myrart som beskrevs av Gennady M. Dlussky 1990. Tetramorium kisilkumense ingår i släktet Tetramorium och familjen myror. Inga underarter finns listade i Catalogue of Life.